# VTV Cup 2017
Giải bóng chuyền nữ quốc tế VTV Cup 2017 Tôn Hoa Sen là giải đấu lần thứ 14 với sự phối hợp tổ chức của Liên đoàn bóng chuyền Việt Nam và Đài truyền hình Việt Nam. Giải đấu tổ chức ở Việt Nam và tại nhà thi đấu tỉnh Hải Dương

## Các đội tham dự
7 đội chuẩn bị tham dự giải đấu.
- Việt Nam (chủ nhà)
- Tuyển trẻ Việt Nam (Chủ nhà)
- Indonesia
- Tuyển trẻ Thái Lan
- Sinh viên Nhật Bản
- Suwon Hàn Quốc
- Đại học Thể thao Bắc Kinh

## Vòng bảng
- Tất cả theo Giờ ở Việt Nam (UTC+07:00) [2]

### Bảng A
|      |                           | Trận đấu | Trận đấu | Điểm | Set | Set | Set   | Điểm | Điểm | Điểm  |
| Hạng | Đội                       | T        | B        | Điểm | T   | B   | Tỉ lệ | T    | B    | Tỉ lệ |
| ---- | ------------------------- | -------- | -------- | ---- | --- | --- | ----- | ---- | ---- | ----- |
| 1    | Việt Nam                  | 2        | 0        | 6    | 6   | 0   | MAX   | 150  | 99   | 1.515 |
| 2    | Suwon Hàn Quốc            | 1        | 1        | 2    | 3   | 5   | 0.600 | 146  | 187  | 0.781 |
| 3    | Đại học Thể thao Bắc Kinh | 0        | 2        | 1    | 2   | 6   | 0.333 | 168  | 178  | 0.944 |

| Ngày       | Thời gian |                | Điểm  |                           | Set 1 | Set 2 | Set 3 | Set 4 | Set 5 | Tổng    | Nguồn |
| ---------- | --------- | -------------- | ----- | ------------------------- | ----- | ----- | ----- | ----- | ----- | ------- | ----- |
| 8 tháng 7  | 18:00     | Việt Nam       | 3 – 0 | Đại học Thể thao Bắc Kinh | 25–21 | 25–18 | 25–17 |       |       | 75–56   |       |
| 10 tháng 7 | 18:00     | Suwon Hàn Quốc | 3 – 2 | Đại học Thể thao Bắc Kinh | 26–24 | 16–25 | 19–25 | 26–24 | 16–14 | 103–112 |       |
| 11 tháng 7 | 20:00     | Việt Nam       | 3 – 0 | Suwon Hàn Quốc            | 25–13 | 25–7  | 25–23 |       |       | 75–43   |       |

### Bảng B
|      |                    | Trận đấu | Trận đấu | Điểm | Set | Set | Set   | Điểm | Điểm | Điểm  |
| Hạng | Đội                | T        | B        | Điểm | T   | B   | Tỉ lệ | T    | B    | Tỉ lệ |
| ---- | ------------------ | -------- | -------- | ---- | --- | --- | ----- | ---- | ---- | ----- |
| 1    | Sinh viên Nhật Bản | 3        | 0        | 9    | 9   | 0   | MAX   | 225  | 99   | 2.273 |
| 2    | Indonesia          | 2        | 1        | 6    | 6   | 4   | 1.500 | 205  | 167  | 1.228 |
| 3    | Tuyển trẻ Việt Nam | 1        | 2        | 3    | 4   | 7   | 0.571 | 187  | 247  | 0.757 |
| 4    | Tuyển trẻ Thái Lan | 0        | 3        | 0    | 1   | 9   | 0.111 | 138  | 242  | 0.570 |

| Ngày       | Thời gian |                    | Điểm  |                    | Set 1 | Set 2 | Set 3 | Set 4 | Set 5 | Tổng  | Nguồn |
| ---------- | --------- | ------------------ | ----- | ------------------ | ----- | ----- | ----- | ----- | ----- | ----- | ----- |
| 8 tháng 7  | 15:30     | Tuyển trẻ Thái Lan | 0 – 3 | Indonesia          | 11–25 | 6–25  | 12–25 |       |       | 29–75 |       |
| 9 tháng 7  | 17:30     | Indonesia          | 0 – 3 | Sinh viên Nhật Bản | 8–25  | 10–25 | 16–25 |       |       | 34–75 |       |
| 9 tháng 7  | 20:00     | Tuyển trẻ Thái Lan | 1 – 3 | Tuyển trẻ Việt Nam | 15–25 | 25–17 | 16–25 | 20–25 |       | 76–92 |       |
| 10 tháng 7 | 20:30     | Sinh viên Nhật Bản | 3 – 0 | Tuyển trẻ Việt Nam | 25–12 | 25–13 | 25–7  |       |       | 75–32 |       |
| 11 tháng 7 | 15:30     | Tuyển trẻ Thái Lan | 0 – 3 | Sinh viên Nhật Bản | 17–25 | 6–25  | 10–25 |       |       | 33–75 |       |
| 11 tháng 7 | 18:00     | Tuyển trẻ Việt Nam | 1 – 3 | Indonesia          | 12–25 | 12–25 | 25–21 | 14–25 |       | 63–96 |       |

## Vị trí thứ 5-7
|      |                           | Trận đấu | Trận đấu | Điểm | Set | Set | Set   | Điểm | Điểm | Điểm  |
| Hạng | Đội                       | T        | B        | Điểm | T   | B   | Tỉ lệ | T    | B    | Tỉ lệ |
| ---- | ------------------------- | -------- | -------- | ---- | --- | --- | ----- | ---- | ---- | ----- |
| 5    | Đại học Thể thao Bắc Kinh | 2        | 0        | 6    | 6   | 0   | MAX   | 150  | 101  | 1.485 |
| 6    | Tuyển trẻ Việt Nam        | 1        | 1        | 2    | 3   | 5   | 0.600 | 165  | 170  | 0.971 |
| 7    | Tuyển trẻ Thái Lan        | 0        | 2        | 1    | 2   | 6   | 0.333 | 139  | 183  | 0.760 |

| Ngày       | Thời gian |                           | Điểm  |                           | Set 1 | Set 2 | Set 3 | Set 4 | Set 5 | Tổng   | Nguồn |
| ---------- | --------- | ------------------------- | ----- | ------------------------- | ----- | ----- | ----- | ----- | ----- | ------ | ----- |
| 13 tháng 7 | 17:30     | Đại học Thể thao Bắc Kinh | 3–0   | Tuyển trẻ Thái Lan        | 25–14 | 25–17 | 25–13 |       |       | 75–44  |       |
| 14 tháng 7 | 17:30     | Tuyển trẻ Thái Lan        | 2 – 3 | Tuyển trẻ Việt Nam        | 12–25 | 21–25 | 25–20 | 25–23 | 12–15 | 95–108 |       |
| 15 tháng 7 | 13:30     | Tuyển trẻ Việt Nam        | 0 – 3 | Đại học Thể thao Bắc Kinh | 22–25 | 21–25 | 14–25 |       |       | 57–75  |       |

## Vòng chung kết
|  | Bán kết                | Bán kết            |                        |   | Chung kết | Chung kết |
|  |                        |                    |                        |   |           |           |
|  | 13 tháng 7 – Hải Dương |                    |                        |   |           |           |
|  |                        |                    |                        |   |           |           |
|  | Việt Nam               | 2                  |                        |   |           |           |
|  | Việt Nam               | 2                  | 15 tháng 7 – Hải Dương |   |           |           |
|  | Indonesia              | 3                  |                        |   |           |           |
|  | Indonesia              | 3                  | Indonesia              | 0 |           |           |
|  | 14 tháng 7 – Hải Dương |                    | Indonesia              | 0 |           |           |
|  |                        | Sinh viên Nhật Bản | 3                      |   |           |           |
|  | Suwon Hàn Quốc         | Sinh viên Nhật Bản | 3                      | 0 |           |           |
|  | Suwon Hàn Quốc         |                    |                        | 0 |           |           |
|  | Sinh viên Nhật Bản     | 3                  |                        |   |           |           |
|  | Sinh viên Nhật Bản     | 3                  | Trận tranh hạng 3      |   |           |           |
|  |                        |                    |                        |   |           |           |
|  | 15 tháng 7 – Hải Dương |                    |                        |   |           |           |
|  |                        |                    |                        |   |           |           |
|  | Việt Nam               | 3                  |                        |   |           |           |
|  | Việt Nam               | 3                  |                        |   |           |           |
|  | Suwon Hàn Quốc         | 0                  |                        |   |           |           |

### Bán kết
| Ngày       | Thời gian |                | Điểm  |                    | Set 1 | Set 2 | Set 3 | Set 4 | Set 5 | Tổng    | Nguồn |
| ---------- | --------- | -------------- | ----- | ------------------ | ----- | ----- | ----- | ----- | ----- | ------- | ----- |
| 13 tháng 7 | 20:00     | Việt Nam       | 2 – 3 | Indonesia          | 25–21 | 25–20 | 23–25 | 19–25 | 12–15 | 104–106 |       |
| 14 tháng 7 | 20:00     | Suwon Hàn Quốc | 0–3   | Sinh viên Nhật Bản | 21–25 | 11–25 | 13–25 |       |       | 45–75   |       |

### Tranh hạng ba
| Ngày       | Thời gian |          | Điểm  |                | Set 1 | Set 2 | Set 3 | Set 4 | Set 5 | Tổng  | Nguồn |
| ---------- | --------- | -------- | ----- | -------------- | ----- | ----- | ----- | ----- | ----- | ----- | ----- |
| 15 tháng 7 | 16:00     | Việt Nam | 3 – 0 | Suwon Hàn Quốc | 25–13 | 25–23 | 25–23 |       |       | 75–59 |       |

### Chung kết
| Ngày       | Thời gian |           | Điểm  |                    | Set 1 | Set 2 | Set 3 | Set 4 | Set 5 | Tổng  | Nguồn |
| ---------- | --------- | --------- | ----- | ------------------ | ----- | ----- | ----- | ----- | ----- | ----- | ----- |
| 15 tháng 7 | 18:00     | Indonesia | 0 - 3 | Sinh viên Nhật Bản | 14–25 | 19–25 | 14–25 |       |       | 47–75 |       |

## Xếp hạng chung cuộc
| Xếp hạng | Đội                       |
| -------- | ------------------------- |
| 1        | Sinh viên Nhật Bản        |
| 2        | Indonesia                 |
| 3        | Việt Nam                  |
| 4        | Suwon Hàn Quốc            |
| 5        | Đại học Thể thao Bắc Kinh |
| 6        | Tuyển trẻ Việt Nam        |
| 7        | Tuyển trẻ Thái Lan        |

| Vô địch Giải bóng chuyền nữ quốc tế VTV Cup 2017 |
| ------------------------------------------------ |
| Sinh viên Nhật Bản                               |

## Giải thưởng cá nhân
| - Vận động viên toàn diện nhất giải đấu Yuka Imamura - Vận động viên chuyền hai tốt nhất Mika Shibata - Vận động viên chủ công xuất sắc nhất (Best Outside Spikers) Aprilia Manganang Trần Thị Thanh Thúy - Vận động viên phụ công xuất sắc nhất (Best Middle Blockers) Wilda SN Nguyễn Thị Ngọc Hoa - Vận động viên đối chuyền tốt nhất (Best Opposite Spiker) Misaki Yamauchi - Vận động viên Libero tốt nhất Manami Kojima - Hoa khôi VTV Cup Tôn Hoa Sen 2017 Lee Yun Jung |